# Xenoprosopa paradoxa
Xenoprosopa paradoxa är en tvåvingeart som beskrevs av Hesse 1956. Xenoprosopa paradoxa ingår i släktet Xenoprosopa och familjen svävflugor. Inga underarter finns listade i Catalogue of Life.